# کارن بارتون
کارن بارتون (به انگلیسی: Karen Burton) (زادهٔ ۱۱ ژوئن ۱۹۶۲) شناگر اهل ایالات متحده آمریکا است.